# Буньовський Микола Васильович
Буньовський Микола Васильович (4 грудня 1894, с. Станіславівка Зіньківська волость Летичівський повіт, Подільська губернія - дата смерті невідома) - український військовик, інженер-лісівник; службовець Одеського міського з’їзду мирових суддів (3.05.1913 — 02.1915); військове звання — сотник піхоти Армії УНР.
Відповідно до українського законодавства може вважатися борцем за незалежність України у ХХ столітті.

## Життєпис
Народився в сім’ї селянина Василя Івановича Буньовського та Марії Миколаївни Матухової. Закінчив Зіньківську міністерську 2-класну школу (1905 —1908) та міську школу (1909). Вчився на Одеських вечірніх середніх курсах (1913 —1914). 18 лютого 1915 року був призваний до російської імператорської армії. 20 вересня 1915 р. вступив до Іркутської школи прапорщиків, закінчив її 22 грудня. В російській армії перебував до березня 1918 року. В українську армію пішов у листопаді 1918 року, служив у ній до 4 квітня 1924 року.
Микола Буньовський У 1921 року служив поручником в Окремій старшинській сотні 2-ї Волинської стрілецької дивізії, перебував у таборі для інтернованих в Польщі.
В травні 1921 року вступив до 5 класу гімназії імені Т. Г. Шевченка, яку скінчив у березні 1924 року. 19 листопада 1924 року був зарахований на лісовий відділ агрономічно-лісового факультету УГА. Його дипломна робота “Головніші шкідливі комахи шпилькового лісу та боротьба з ними”. Диплом інженера-лісівника здобув 29 червня 1929 року.
За певними даними був викладачем в Українській Господарській Академії в  Подєбрадах.
Подальша доля невідома. 

## Рекомендована література
- ЦДАВО України. - Ф. 3795. - Оп. 1. — Спр. 766. — Арк. 1 — 121.
- ЦДАВО України. Ф. 2282, оп. 1, спр. 1